# Франц Карл Евзебиус фон Валдбург-Фридберг-Траухбург
Франц Карл Евзебиус фон Валдбург-Фридберг-Траухбург (на немски: Franz Karl Eusebius von Waldburg-Friedberg und Trauchburg; * 23 август 1701, Дюрментинген; † 6 юли 1772, Залцбург) е граф на Валдбург-Фридберг-Траухбург и княжески епископ на Кимзе (1746 – 1772).

## Биография
Той е син (10-то от 13 деца) на императорския съветник Кристоф Франц фон Валдбург-Траухбург (1669 – 1717) и съпругата му графиня Мария София фон Йотинген (1666 – 1743), дъщеря на граф Волфганг IV фон Йотинген-Валерщайн (1629 -1708) и графиня Анна Доротея фон Волкенщайн-Роденег († 1702).
Франц Карл Евзебиус е определен за духовна кариера и от 1719 г. е домхер в Залцбург и от 1719 до 1727 г. член на катедралния капител Базел. След следване в университета в Залцбург и вероятно в Рим той става през 1728 г. президент на „Залцбургския военен съвет“, а от 1730 на „дворцовия съвет“. През 1739 г. тамошният катедрален капител го избира за декан и архиепископът го номинира за таен съветник. През 1742 г. той участва в разговорите за императорските избори и през 1745 г. води преговори с Мюнхенския двор на Курфюрство Бавария, с когото той има вероятно добри връзки, за работите за солниците и за обезщетението от последиците от Австрийската наследствена война (1740 – 1748).
След смъртта на брат му Фридрих Антон Марквард (1700 – 1744) той наследява през 1744 г. графството Траухбург и господството Кислег. Понеже е последният мъж от младата линия Траухбург на фамилията Валдбург, през 1764 г. Франц Карл Евзебиус получава от племенника му Леополд Август (1728 – 1764) графството Фридберг и господствата Шеер, Дюрментинген и Бусен.
На 1 май 1746 г. Франц Карл Евзебиус е избран за епископ на Кимзе. На 14 май 1746 г. е помазан за епископ от архиепископа на Залцбург и на 18 август 1748 г. е въведен в служба в манастир Херенкимзе. Като епископ на Кимзе той свиква диоцеза-събор през 1748 г. в Санкт Йохан ин Тирол. През 1752 г. той посещава баварската част на диоцезата си, а през 1763 г. цялата диоцеза. В завещанието си той прави дарения на църквата в Римпах и на църквата Лорето в Нойтраухбург. За графството Траухбург той определя средства за помагане на бедните.
От 1754 до 1757 г. той строи ловния дворец Римпах. След смъртта му през 1772 г. графството Траухбург отива на граф Антон фон Валдбург-Цайл, а графството Фридберг на графовете фон Вурцах, Волфег и Валдзее. Последното е продадено през 1786 г. на фамилията Турн и Таксис.
След него епископ на Кимзе става роднината му Фердинанд Кристоф фон Валдбург-Цайл (1772 – 1786).